# 名將田原
名將田原（日语：メイショウタバル），是日本現役純種競賽馬匹。目前主要勝利有2024年每日盃和神戶新聞盃、以及2025年寶塚紀念。

## 出賽前
2021年4月20日出生於北海道浦河町三嶋牧場，所有權歸於母系馬主松本好雄旗下。
其後交由栗東訓練中心練馬師石橋守訓練。

## 競賽生涯

### 2歲
2023年10月9日出戰京都競馬場2歲新馬戰，維持於中團位置下在直路嘗試加速衝刺，但最終仍然以第四落敗。
其後出戰2歲未勝利戰，本次比賽繼續採取居中的策略，然而無法在直路縮窄和前方距離下取得第五。
12月出戰第二次2歲未勝利戰，比賽途中一直維持於第六的位置推進，但在彎道處開始抽出望空下逐步發力，最終於直路成功超越前方對手取得首勝。

### 3歲
2024年原定以1月的若駒錦標作為首戰，但入場後被發現右前腳不良於行下閘前退賽。
調整過後在2月17出戰山茶花賞，在第三的位置推進下於過彎時經已超越前方對手取得領先，最終在直路成功阻止對手的追擊取得勝利。
其後原定以春季錦標作為目標，但左前腳出現蜂窩組織炎下改為時間稍後的每日盃。比賽開始後，其隨即以優秀的反應搶佔領先位置，在比賽途中一直和後方賽駒保持約莫1馬位的距離。進入直路後，其仍然於先頭位置保持不俗的走勢，稍為加速下逐步帶離對手，最終以6馬位優勢取得首個分級賽冠軍。
4月按照計劃出戰皋月賞，比賽初段繼續採用領放戰術展開賽事，然而於比賽途中帶出前1000米57.5秒的超快步速下在直路沉底，最終以包尾第十七大敗。
完成皋月賞後，其原定以東京優駿（日本打吡）作為目標，但於賽前被發現左後腳挫傷而選擇退賽。
休養充足過後在9月復出出戰神戶新聞盃，仍然採用領放戰術下於比賽途中維持較為穩定的節奏，以前1000米60.0秒的平均步速帶領馬群前進。進入直路後，其仍然於前往位置保持不少的優勢，同時成功克服軟地的影響，跑出不俗的速度下力距來襲的六月豪取取得第二個分級賽勝利。
10月20日出戰菊花賞，順利起步下保持在第四附近的位置，但在第一次通過終點時隨即上前展開領放。進入對面直路後，其開始被變奏上前的對手超越，因而喪失鬥心不斷墮退，在第三彎道時經已落後至第十左右，最終亦以第十六大敗。

### 4歲
2025年首戰為日經新春盃，比賽初段一如既往地之外領放，同時做出前1000米57.7秒、前1600米1分32.4秒的超快步速。進入直路後，其嘗試繼續保持就是，但最終力盡下在最後400米被其他對手超越，以第十一的名次大敗。
4月選擇遠征阿聯酋出戰杜拜草地大賽，改由武豐為新一任主戰騎師。比賽開始後，其隨即衝出貼欄領放，同時接受武豐的指揮保持穩定的速度未有大逃。進入直路後，其仍然在內欄位置保持不俗的走勢，僅在最後300米處被逐漸超越，敗於神志勇進、浪漫勇士、美駿及捉刀手取得第五的戰績。
返回日本稍為休養後，選擇出戰寶塚紀念並繼續由武豐策騎。比賽開始後，其迅速由中檔位置內閃並進佔最前方，展開領放下以前1000米59.1秒的步速帶領馬群前進。進入對面直路時，其繼續保持穩定的速度領放，面對其他對手的進迫亦未有加快速度。進入直路後，其仍然在最內欄位置展開加速堅守位置，最終越走越順之下成功拉開後方的對手，以3馬位優勢戰勝寶徠歌劇取得首個一級賽冠軍，同時亦為練馬師石橋守帶來首個一級賽優勝。另外，憑藉此戰的勝利，其成功和父系黃金船達成寶塚紀念親子制霸，亦被戲稱為送給父系的父親節禮物。

### 詳細賽績
| 日期       | 舉辦國家 | 馬場 | 距離   | 級別 | 賽事名稱     | 負重 | 騎師     | 馬號 | 出馬 | 名次     | 時間     | 頭馬（二馬）    |
| ---------- | -------- | ---- | ------ | ---- | ------------ | ---- | -------- | ---- | ---- | -------- | -------- | --------------- |
| 9/10/2023  | 日本     | 京都 | 草2000 |      | 2歲新馬      | 55   | 角田大河 | 5    | 10   | 4        | 2:05.9   | Allnatt         |
| 28/10/2023 | 日本     | 京都 | 草1800 |      | 2歲未勝利    | 55   | 角田大河 | 7    | 10   | 5        | 1:48.3   | 野田分位        |
| 24/12/2023 | 日本     | 阪神 | 草2000 |      | 2歲未勝利    | 56   | 濱中俊   | 7    | 14   | 1        | 2:00.6   | （最頂點）      |
| 20/1/2024  | 日本     | 京都 | 草2000 | L    | 若駒錦標     | 57   | 濱中俊   | 4    | 7    | 閘前退賽 | 閘前退賽 | 旭日和國        |
| 17/2/2024  | 日本     | 京都 | 草1800 |      | 山茶花賞     | 57   | 濱中俊   | 5    | 9    | 1        | 1:46.9   | （Keep Calm）   |
| 23/3/2024  | 日本     | 阪神 | 草1800 | GII  | 每日盃       | 57   | 坂井瑠星 | 4    | 10   | 1        | 1:46.0   | （Noble Roger） |
| 14/4/2024  | 日本     | 中山 | 草2000 | GI   | 皋月賞       | 57   | 濱中俊   | 2    | 17   | 17       | 1:59.3   | 駿天潮城        |
| 26/5/2024  | 日本     | 東京 | 草2400 | GI   | 東京優駿     | 57   | 濱中俊   | 16   | 17   | 退賽     | 退賽     | 野田分位        |
| 22/9/2024  | 日本     | 中京 | 草2000 | GII  | 神戶新聞盃   | 57   | 濱中俊   | 15   | 14   | 1        | 2:11.8   | （六月豪取）    |
| 20/10/2024 | 日本     | 京都 | 草3000 | GI   | 菊花賞       | 57   | 濱中俊   | 10   | 18   | 16       | 3:09.3   | 名城潮流        |
| 19/1/2025  | 日本     | 中京 | 草2200 | GII  | 日經新春盃   | 57.5 | 濱中俊   | 6    | 16   | 11       | 2:11.9   | 君王之王        |
| 5/4/2025   | 阿聯酋   | 美丹 | 草1800 | GI   | 杜拜草地大賽 | 57   | 武豐     | 6    | 11   | 5        | 1:46.27  | 神志勇進        |
| 15/6/2025  | 日本     | 阪神 | 草2200 | GI   | 寶塚紀念     | 58   | 武豐     | 12   | 17   | 1        | 2:11.1   | （寶徠歌劇）    |

## 血統簡介
父系黃金船為日本賽駒，生涯戰績彪炳，曾勝出皋月賞、菊花賞、有馬紀念及春季天皇賞等賽事，亦是首匹連霸寶塚紀念的賽駒。祖父黃金旅程亦是日本賽駒，生涯戰績不俗，曾勝出香港瓶，退役後配種成績亦非常優秀。
母系Meisho Tsubakuro為日本賽駒，生涯僅勝出一場賽事。外祖父French Deputy為美國賽駒，曾勝出二級賽。

### 血統表
| 父線：週日寧靜系（Halo系）               |                                 |                  |                  |
| 種馬 黃金船 2009年（灰色）               | 黃金旅程 1994年（深棗色）       | 週日寧靜         | Halo             |
| 種馬 黃金船 2009年（灰色）               | 黃金旅程 1994年（深棗色）       | 週日寧靜         | Wishing Well     |
| 種馬 黃金船 2009年（灰色）               | 黃金旅程 1994年（深棗色）       | Golden Sash      | Dictus           |
| 種馬 黃金船 2009年（灰色）               | 黃金旅程 1994年（深棗色）       | Golden Sash      | Dyna Sash        |
| 種馬 黃金船 2009年（灰色）               | Pointed Flag 1998年（灰色）     | 目白麥昆         | Mejiro Titan     |
| 種馬 黃金船 2009年（灰色）               | Pointed Flag 1998年（灰色）     | 目白麥昆         | Mejirp Aurora    |
| 種馬 黃金船 2009年（灰色）               | Pointed Flag 1998年（灰色）     | Pastoralism      | Pastoralism      |
| 種馬 黃金船 2009年（灰色）               | Pointed Flag 1998年（灰色）     | Pastoralism      | Tokuno Eighty    |
| 繁殖雌馬 Meisho Tsubakuro 2010年（棗色） | French Deputy 1990年（栗色）    | Deputy Minister  | Vice Regent      |
| 繁殖雌馬 Meisho Tsubakuro 2010年（棗色） | French Deputy 1990年（栗色）    | Deputy Minister  | Mint Copt        |
| 繁殖雌馬 Meisho Tsubakuro 2010年（棗色） | French Deputy 1990年（栗色）    | Mitterand        | Hold Your Peace  |
| 繁殖雌馬 Meisho Tsubakuro 2010年（棗色） | French Deputy 1990年（栗色）    | Mitterand        | Laredo Lass      |
| 繁殖雌馬 Meisho Tsubakuro 2010年（棗色） | Dacing Happiness 1999年（棗色） | 夜舞             | 週日寧靜         |
| 繁殖雌馬 Meisho Tsubakuro 2010年（棗色） | Dacing Happiness 1999年（棗色） | 夜舞             | Dancing Key      |
| 繁殖雌馬 Meisho Tsubakuro 2010年（棗色） | Dacing Happiness 1999年（棗色） | Meisho Sachikaze | Crystal Glitters |
| 繁殖雌馬 Meisho Tsubakuro 2010年（棗色） | Dacing Happiness 1999年（棗色） | Meisho Sachikaze | Seattle Dancer   |
| 雌系：號族：8-h                          |                                 |                  |                  |
| 五代內近親交配：週日寧靜 3×4             |                                 |                  |                  |

## 命名由來
名字中，Meisho（メイショウ）為馬主松本好雄的冠名，是其出身之兵庫縣明石市中的「明」（メイ）及姓氏松本中的「松」（ショウ）的音讀之結合，香港則將其翻譯為讀音類近，並帶有褒義的「名將」；Tabaru（タバル）出自位於熊本縣熊本市北區的田原坂。

## 外部連結
- 名將田原 netkeiba.com
- 血統表